# Aumühle
Aumühle é um município da Alemanha, situado no distrito de Lauenburg, no Estado de Schleswig-Holstein. Aumühle faz parte do município administrador Amt Aumühle-Wohltorf.

## Geografia
O município é situado dentro de Sachsenwald, a  maior floresta da área, 21 km a leste de Hamburgo.

## História

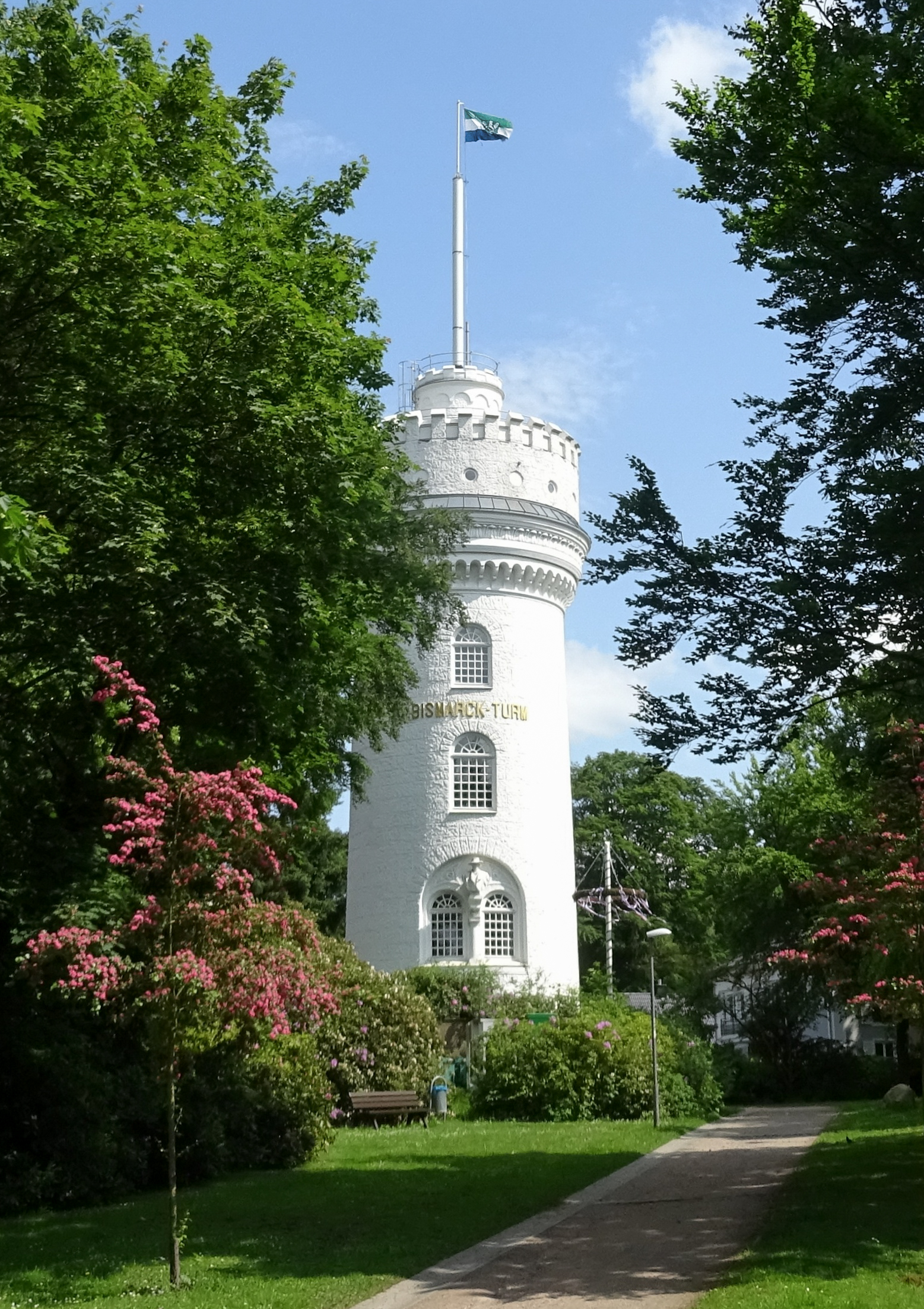
Torre de Bismarck em Aumühl

Sua história é registrada desde 1350, quando pela primeira vez é mencionada, com o nome de “Au-Mühle” (moinho às margens do rio Schwarze Au). Em 1871 a região da floresta de  Sachsenwald foi presenteada a Otto von Bismarck pelo Imperador Guilherme I em reconhecimento aos serviços prestados ao Império alemão.
Em 1884, um parada de trem foi construída em Aumühle, no percurso ferroviário entre Berlim e Hamburgo, com a construção de uma estação começando em 1909, que funciona até hoje.